# 巩塔普·尤他毕查
巩塔普·尤他毕查（2001年1月26日—），昵称Peak，艺名KONGTHAP PEAK，汉名王阳情，为泰国新生代歌手、演员兼模特。代表作有与蓝妮·卡彭合作主演的《爱的判决书》。

## 早年经历
巩塔普出生于演艺世家，其父为泰国资深艺人普拉布·尤他毕查。在吞武里易三仓学院学习期间，巩塔普获得科学分数最高的学生证书，并连续3年获得了学习良好的学生证书。他擅长运动，尤其是游泳。他也曾在游泳运动员中获得金牌。除此之外，他还擅长打鼓、芭蕾舞、爵士舞、踢踏舞等。
巩塔普就读于英国伦敦西尔维亚青年戏剧学校，这是一所致力于表演艺术的学校。后来，因翻唱贾斯汀·比伯的歌曲〈COLD WATER〉而为人熟知。毕业后，他决定把演艺中心转移至泰国。他以泰国第3电视台旗下演员的身份回归泰国，成为该台旗下音乐厂牌Chandelier Music的首位Solo艺人。

## 演艺经历
2018年，通过首支单曲〈Say No〉以歌手的身份出道。
2019年1月18日，他不仅参加了由韩国Mnet推出的《看见你的声音6》，还参加了韩国大型音乐选秀节目《PRODUCE X 101》，止步于五十强。同年，他还为《烈火情牢》献唱剧集主题曲《人生债》。
2021年，与泰国一线女明星蓝妮·卡彭主演的律政爱情喜剧《爱的判决书》播出，在剧中饰演Q律师。他还演唱了许多首该剧原声带。

## 模特经历
此外，他还在HERA SEOUL WEEK S/S 2019上被品牌MAN.G COLLECTION相中，并为该品牌在首尔时装周上走秀。巩塔普也是Fashion KODE 2019春夏系列的VIP嘉宾，并为CUSTOMUS品牌走秀。后来，在SEOUL FASHION WEEK S/S 2020再次回归时装秀。他为DOUCAN、Sling-stone by Park jong chul（박종철）及MAN.G品牌进行走秀。

## 影视作品

### 电视剧
| 年份   | 剧名                    | 角色                 | 播放平台      | 备注       |
| ------ | ----------------------- | -------------------- | ------------- | ---------- |
| 2021年 | 《爱的判决书》          | Napawat（Q）         | 泰国第3电视台 | 男主角     |
| 2024年 | 《名门绅士2：淑女之心》 | M.L. Asira Juthathep | 泰国第3电视台 | 单元男主角 |
| 2025年 | 《繼母》                | Phruek               | 泰国第3电视台 | 男主角     |
| 待定   | 《愛且衡生》            |                      | 泰国第3电视台 | 男主角     |
| 待定   | 《深愛》                |                      | 泰国第3电视台 | 男主角     |
| 待定   | 《愛你如金》            |                      | 泰国第3电视台 | 男主角     |

## 音乐作品
| 发布年份 | 歌曲                        | 合作艺人                             | 备注                              |
| -------- | --------------------------- | ------------------------------------ | --------------------------------- |
| 2018年   | 〈Say No〉                  | 无                                   | 出道单曲                          |
| 2019年   | 〈คนรุ่นใหม่หัวใจประชาธิปไตย〉   | 纳瓦希·普潘塔奇斯、哇提勒维·拍桑固翁 | 宣传单曲                          |
| 2019年   | 〈人生债〉 （หนี้ชีวิต）             | 无                                   | 《烈火情牢》剧集原声带            |
| 2019年   | 〈แลก〉                     | 无                                   | 单曲                              |
| 2020年   | 〈SAY NO D1〉               | 无                                   | 翻唱                              |
| 2021年   | 〈PROMISE YOU〉（泰文）     | 无                                   | 《爱的判决书》剧集原声带          |
| 2021年   | 〈PROMISE YOU〉（）         | 无                                   | 《爱的判决书》剧集原声带          |
| 2021年   | 〈ทุกนาที〉                   | 无                                   | 《爱的判决书》剧集原声带          |
| 2021年   | 〈Help me please〉          | 无                                   | 《救救我鬼先生》剧集原声带        |
| 2021年   | 〈PROMISE YOU〉（第三版本） | 无                                   | 《爱的判决书》剧集原声带          |
| 2022年   | 犯傻 （Don't be stupid again）                   | 无                                   | 华语单曲                          |
| 2024年   | 〈ฟ้า〉 （l wish you the sky）                 | 无                                   | 《名门绅士2：淑女之心》劇集原聲帶 |
| 2024年   | 〈VIP〉（）                 | 无                                   | 單曲                              |